# Internationale Automobilausstellung

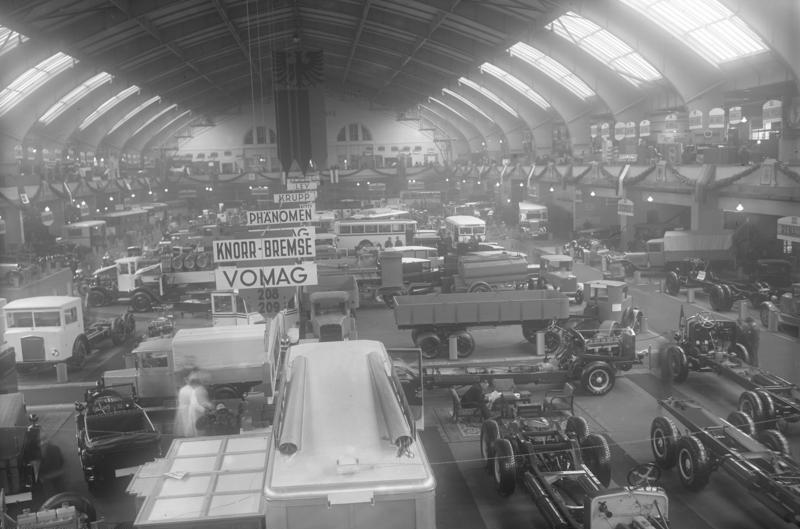
IAA van 1931

De Internationale Automobilausstellung (IAA) ook bekend als de Frankfurt Motor Show is een jaarlijks terugkerende autobeurs in Duitsland. De personenauto-editie vond sinds 1951 tweejaarlijks plaats in Frankfurt. De bedrijfswagen-editie startte in 1992 en is in alle even jaartallen te zien in Hannover. Wegens afnemend succes in 2019 verhuisde de beurs vanaf 2021 naar München.
Er vond reeds in 1897 een IAA plaats in Berlijn.
De inmiddels grootste autobeurs van Europa was het toneel van diverse grote primeurs.

## Primeurs op de IAA
- 1935 > wereldpremière Opel Olympia
- 1939 > wereldpremière Volkswagen Kever
- 1949 > wereldpremière Mercedes-Benz 170 S
- 1951 > wereldpremière BMW 501
- 1955 Wereldpremière MGA
- 1963 > wereldpremière Porsche 901 (eerste uitvoering Porsche 911)
- 1967 > wereldpremière Iso Rivolta Fidia
- 1967 > wereldpremière NSU Ro 80
- 1987 > wereldpremière Ferrari F40
- 1989 > wereldpremière Opel Calibra
- 2003 > wereldpremière Aston Martin DB9
- 2003 > wereldpremière BMW X3
- 2003 > wereldpremière Citroën C2
- 2003 > wereldpremière Lancia Fulvia
- 2003 > wereldpremière Maserati Quattroporte
- 2003 > wereldpremière Mazda3
- 2003 > wereldpremière Mercedes-Benz SLR McLaren
- 2003 > wereldpremière Seat Altea
- 2003 > wereldpremière Smart ForFour
- 2005 > wereldpremière Porsche Cayman
- 2009 > wereldpremière Ferrari 458 Italia
- 2011 > wereldpremière Porsche 991
- 2013 > wereldpremière Jaguar F-Type Coupé
- 2019 > wereldpremière Land Rover Defender